# Holmen, Kalix kommun
Holmen är en bebyggelse väster om Nyborg i Kalix kommun.  Bebyggelsen klassades från 2020 till 2023 som en småort.